# Wolny Kościół Apostolski Pięćdziesiątnicy
Wolny Kościół Apostolski Pięćdziesiątnicy (znany również jako E.A.E.P) – jest chrześcijańskim kościołem zielonoświątkowym w Grecji. Największy grecki kościół protestancki, oraz czwarty chrześcijański po Kościele Prawosławnym, Kościele katolickim i Świadkach Jehowy. Według Operation World w 2010 roku liczył 18 000 wiernych, w tym 9000 członków, w 180 zborach.
Wolny Kościół Apostolski posiada ok. 120 kościołów i 250 domów zgromadzeń w różnych miastach i wioskach w całej Grecji. Kościół miał silny wzrost członków w latach 90. XX wieku, także w innych krajach. Wyznanie jest oficjalnie uznane przez państwo.
Wolny Kościół Apostolski Pięćdziesiątnicy uważa się za część drugiego wielkiego globalnego wylania Ducha Świętego, który określany jest w Piśmie Świętym jako "późniejszy deszcz" (Jk 5,7). Obejmuje on większość świata. Kościół sam twierdzi, że ma przywilej (w porównaniu do innych kościołów na świecie, za granicą) wykorzystanie w szerokim zakresie oryginalnego greckiego tekstu Nowego Testamentu. Kościół Apostolski głosi powrót do apostolskiej mocy, prostoty i mentalności.

## Nazwa
Kościół nazywa się:
- Wolny – ponieważ jest autokefaliczny i jest niezależny od jakiejkolwiek organizacji religijnej.
- Apostolski – ponieważ wierzy, przyjął doktryny i praktyki Pierwszego Kościoła Apostolskiego.
- Pięćdziesiątnicy – ponieważ wierzy, że wierni powinni otrzymać Ducha Świętego, oraz jego moc, jak to miało miejsce w dniu Pięćdziesiątnicy.

## Kult

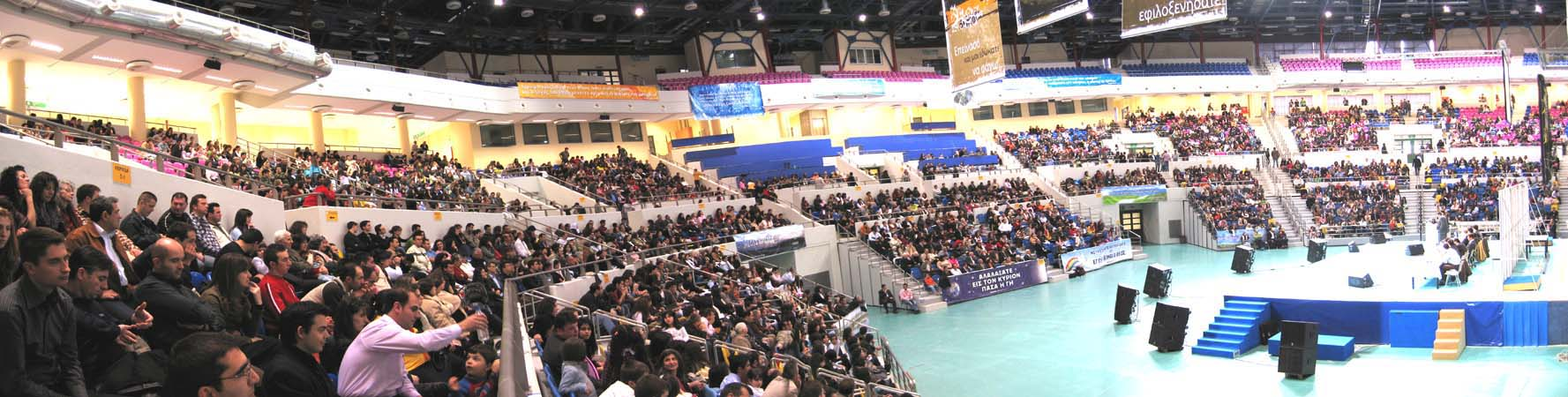
Zjazd młodzieżowy Kościoła, który odbył się na stadionie olimpijskim w Nicei, w którym wzięło udział 3000 młodych ludzi.

Spotkania Wolnego Kościoła Apostolskiego odbywają się co tydzień, wyjątkiem są centralne kościoły w Atenach i Salonikach, które funkcjonują całą dobę. Każdy kościół ma swój własny harmonogram spotkań, a każdy członek może swobodnie uczestniczyć w każdym spotkaniu i brać w nim czynny udział. Spotkania te prowadzone są głównie w godzinach popołudniowych. Rozpoczynają się w wyznaczonym czasie modlitwy, chwały i uwielbienia, a następnie główną częścią jest wykład słowa Bożego, który zaczyna się i kończy modlitwą. Program obejmuje chrześcijańskie pieśni i kazania oparte na Biblii.
W kościołach lokalnych są prowadzone specjalne spotkania dla młodzieży, które obejmują rozważania Pisma Świętego. Prowadzone są także szkółki niedzielne dla dzieci.